# Laura Balbo
Laura Balbo Ceccarelli (Padova, 30 novembre 1933) è una sociologa e politica italiana, esponente della sinistra ecologista.

## Biografia
Laureata nel 1956 presso la Facoltà di Scienze politiche dell’Università di Padova, in seguito si specializza all’Università della California - Berkeley.

### Attività politica
Dopo un'iniziale militanza nel Partito Socialista Italiano e successivamente nella sinistra extraparlamentare, è poi stata due volte deputato: nella IX legislatura (1983) come indipendente eletta alla Camera nelle liste del PCI, mentre nella X (1987) ha aderito al gruppo della Sinistra Indipendente, fino al 1992.
Viene chiamata da Massimo D'Alema a svolgere l'incarico di ministro per le pari opportunità nel periodo dal 1998 al 2000, nei due governi da lui presieduti, in quota Verdi..
Laura Balbo imposta la propria azione per la garanzia delle pari opportunità non solo tra generi diversi, ma anche in chiave antirazzista e di tutela dalle discriminazioni per orientamento sessuale; per la prima volta nell'esperienza dei governi italiani il tema della diversità di orientamento sessuale è materia di uno specifico incarico di gabinetto del ministro, nella persona di Franco Grillini.
L'esperienza del biennio di governo è caratterizzata dai rafforzamento delle azioni positive per la conciliazione del tempo di vita e di lavoro delle donne, per il rafforzamento della rappresentanza femminile in politica e nelle istituzioni e l'incremento dell'occupazione femminile; sotto il suo mandato nel gennaio 2000 si tiene presso la Mostra d'Oltremare a Napoli, alla presenza del Presidente della Repubblica Carlo Azeglio Ciampi, la prima Conferenza nazionale sull'occupazione femminile.

## Sociologia
È una delle più importanti studiose italiane di sociologia, soprattutto per quanto riguarda il razzismo, l'urbanizzazione, le politiche familiari e lo Stato sociale. Nei primi anni '80 insegna sociologia nella Facoltà di Giurisprudenza e poi di Scienze Politiche dell'Università Statale di Milano. È stata docente ordinario e preside della Facoltà di Lettere e Filosofia all'Università di Ferrara, per poi insegnare all'Università di Padova. Dal 1998 al 2001 è stata presidente dell'Associazione Italiana di Sociologia.
È nota per aver compiuto degli studi sui processi della razzializzazione/etnicizzazione della società europea in previsione di un futuro mescolamento delle razze. Ha partecipato a numerosi gruppi di lavoro europei su questi temi; è presidente dell'International Association for the Study of Racism (Amsterdam), di Italia-Razzismo (Roma).
Ricopre la carica condivisa con altre nove personalità, fra cui Sergio Staino, Piergiorgio Odifreddi, Carlo Flamigni, di presidente onorario dell'Unione degli Atei e degli Agnostici Razionalisti (UAAR), occupandosi della tematica ateismo.

### La "doppia presenza"
Il concetto di "doppia presenza" è stato coniato da Balbo nel 1978. Esso sta ad indicare il doppio ruolo delle donne: pubblico e privato, riproduttivo nella famiglia e produttivo come lavoratrice nella società. Il senso del concetto doppia presenza sta indicare proprio l'idea di una compressione della donna tra una duplice responsabilità: quella verso la famiglia e quella verso la sua indipendenza, rappresentata dal lavoro, che ha come conseguenza una sua penalizzazione. Per Balbo è però anche per la donna un modo per "attraversare più mondi" ed essere così più innovativa in tutti e due gli ambiti.

## Opere
- Stato di famiglia. Bisogni, privato, collettivo, Etas Milano 1976.
- Interferenze. Lo Stato, la vita familiare, la vita privata, con Renate Siebert-Zahar, Feltrinelli, Milano 1979.
- Time to care. Politiche del tempo e diritti quotidiani, Angeli, Milano 1987.
- I razzismi possibili, con Luigi Manconi, Feltrinelli, Milano 1990.
- Tempi di vita. Studi e proposte per cambiarli, Feltrinelli, Milano 1991.
- I razzismi reali, con Luigi Manconi, Feltrinelli, Milano 1992.
- Razzismi. Un vocabolario, con Luigi Manconi, Feltrinelli, Milano 1993.
- Riflessioni in-attuali di una ex ministro. Pensare la politica anche sociologicamente, Rubbettino, Soveria Mannelli 2002.
- In che razza di società vivremo? L'Europa, i razzismi, il futuro, B. Mondadori, Milano 2006.
- Il lavoro e la cura. Imparare a cambiare, Einaudi, Torino 2008.